# Lynn Conway
Lynn Ann Conway (n. 2 ianuarie 1938, Mount Vernon⁠(d), New York, SUA – d. 9 iunie 2024, Jackson, Michigan, SUA) a fost o specialistă americană în domeniul calculatoarelor, electrotehnicii și activistă pentru drepturile persoanelor transgen. A realizat inovații în domeniul circuitelor integrate ale procesoarelor, mai ales în ceea ce privește concepția acestora cu ajutorul calculatorului.
Încă din copilărie a manifestat aptitudini deosebite pentru știință. Și-a construit un mic telescop pentru observații astronomice și a avut rezultate bune la matematică.
În 1964 a intrat la IBM și a făcut parte dintr-o echipă de cercetare pentru crearea arhitecturii supercomputerelor. Deoarece tulburările de identitate de gen, de care suferea încă din tinerețe, devin tot mai evidente, în 1968 Lynn Conway este nevoită să se concedieze pentru a se pregăti de o operație de schimbare de sex și se adresează medicului Harry Benjamin, specialist în domeniul transsexualității.
Urmând un tratament cu hormoni, suferă o tranziție de sex și devine bărbat. Se căsătorește cu o femeie și au împreună doi copii.
În perioada 1969 - 1972 lucrează la Memorex, o firmă specializată în CD-uri, DVD-uri și alte accesorii informatice.
În 1973 intră la Xerox PARC cu specializarea în care se consacrase și anume arhitectura circuitelor integrate.
A activat și ca profesor de informatică și ingineria calculatoarelor la Massachusetts Institute of Technology și în domeniul electrotehnicii și informaticii la University of Michigan.
Împreună cu informaticianul Carver Mead, elaborează Introduction to VLSI Systems, publicată în 1980 și care devine o lucrare de referință în domeniu.

## Selecție de lucrări
- Mead, Carver; Conway, Lynn (1980). Introduction to VLSI Systems. Addison-Wesley. ISBN 0201043580.
- Conway, Lynn. „Reminiscences of the VLSI Revolution: How a Series of Failures Triggered a Paradigm Shift in Digital Design” (PDF). Solid-State Circuits Magazine. IEEE. doi:10.1109/MSSC.2012.2215752.
- Conway, Lynn (2011). „IBM-ACS: Reminiscences and Lessons Learned from a 1960's Supercomputer Project” (PDF).  În Jones, C. B.; Lloyd, J. L. Dependable and Historic Computing: Essays Dedicated to Brian Randell on the Occasion of his 75th Birthday. Springer-Verlag. pp. 185–224. ISBN 978-3-642-24541-1.
- Conway, Lynn. „Lynn Conway's IBM-ACS Archive”. University of Michigan. Accesat în 4 iunie 2016.
- Conway, L.; Randell, Brian; Senzig, D. (23 februarie 1966). „Dynamic Instruction Scheduling” (PDF). IBM-ACS.
- Rozenberg, D.; Conway, L.; Riekert, R. (15 martie 1966). „ACS Simulation Technique” (PDF). IBM-ACS.
- Conway, L. (25 august 1967). „MPM Timing Simulation” (PDF). IBM-ACS.
- Conway, L. (29 noiembrie 1967). „ACS Logic Design Conventions: A Guide for the Novice” (PDF). IBM-ACS.
- Conway, L (31 octombrie 1967). „A Proposed ACS Logic Simulation System” (PDF). IBM-ACS.
- Conway, L. (6 august 1968). „The Computer Design Process: A Proposed Plan for ACS” (PDF). IBM-ACS.

## Legăturiexterne
- Site web oficial